# Olimpiada Wladimirowna Iwanowa
Olimpiada Wladimirowna Iwanowa (russisch Олимпиада Владимировна Иванова, engl. Transkription Olimpiada Ivanova; * 26. August 1970 in Munsjuty, Tschuwaschische ASSR, Russische SFSR, Sowjetunion) ist eine ehemalige russische Geherin.
Bei den Weltmeisterschaften 1997 gewann sie Silber im 10-km-Gehen. Nachdem sie des Dopings überführt worden war, musste sie jedoch die Medaille zurückgeben und wurde für zwei Jahre gesperrt.
Bei den Weltmeisterschaften 2001 in Edmonton und bei den Europameisterschaften 2002 in München gewann sie die Goldmedaille in der Disziplin 20-km-Gehen. Bei den Olympischen Spielen 2004 in Athen gewann sie die Silbermedaille im 20-km-Gehen hinter Athanasia Tsoumeleka (GRE) und vor Jane Saville (AUS).
Bei den Weltmeisterschaften 2005 in Helsinki verbesserte sie mit 1:25:41 h den Weltrekord im Gehen über 20 km und erhielt dafür neben der Goldmedaille 100.000 US-Dollar Rekordprämie.
Olimpiada Iwanowa hatte bei einer Größe von 1,68 m ein Wettkampfgewicht von 54 kg.